# 游顥
游顥（1983年9月11日—），中華民國政治人物，中國國民黨籍，南投縣竹山鎮人，現任南投縣第二選舉區立法委員。曾任南投縣議會議員、國民黨中常委、國民黨竹山鎮黨部主委。

## 早年
游顥為南投縣竹山鎮人，出生於單親家庭，因父母離婚從小由母親帶大，家族中無人從政。就讀南投市國立中興高中、國立中正大學；當兵時加入陸軍海龍蛙兵儲訓隊並成功結訓，後來因緣際會下擔任立法院助理的緣故而逐漸對政治產生興趣，爾後攻讀碩、博士時也因此轉朝政治系發展，從國立成功大學政治經濟學系碩士班畢業後又接著考上國立臺灣大學政治學系博士班。

## 從政
退伍後，游顥第一份與政治相關工作為立法委員蔡錦隆國會辦公室法案助理。接著於2012年擔任立法委員吳育仁國會辦公室主任。
2014年，在吳育仁的鼓勵下，回到家鄉竹山參選南投縣第四選舉區（竹山鎮、鹿谷鄉）縣議員，競選總部成立時由立法院副院長洪秀柱及八名立委站台，但落選。後任國民黨主席洪秀柱辦公室主任，後調任國民黨秘書長莫天虎辦公室主任。
2015年，中國國民黨全國代表大會上演換柱事件時，游顥串聯上百位黨代表反對黨中央換柱。
2018年再度參選南投縣議員並以最高票當選，後與時任立法委員的許淑華在竹山設立聯合服務處；2022年連任亦為最高票。2020年接任國民黨南投縣竹山鎮黨部主任委員，並當選國民黨第20屆第2任中央常務委員；2021年連任國民黨第21屆第1任中央常務委員。
2023年1月，國民黨許淑華當選南投縣縣長後留下立委遺缺，國民黨縣議員游顥、宋懷琳、國民黨南投縣黨部主委林儒彬（林明溱之子）爭取提名，但國民黨以3人民調皆未贏過民進黨為由，成功遊說甫卸任縣長的林明溱參選。游顥在表態參選的三位人選中雖民調最高但未獲國民黨提名參選南投立委補選，後來因國民黨內出現整合問題使得林明溱以不足2000票的些微差距落敗；2023年5月，在經歷初選打敗黨內對手後終獲得國民黨提名參選南投縣第二選舉區立法委員，挑戰補選上任的民進黨籍立法委員蔡培慧，並於2024年1月成功當選。
2024年2月就任立委後，游顥隨即表示南投縣目前最需要的就是進一步爭取各項公共建設與改善交通不便，因而選擇加入立法院交通委員會，也表態不續任國民黨中常委，並力挺曾任南投縣議員、竹山鎮民代表會副主席的現任游顥立委辦公室執行長蔡宜助參選中常委，並於2024年3月順利接棒當選。
2024年4月，游顥與其他國民黨籍16位立法委員以緩和兩岸關係為名義，赴中國大陸參訪，並會見中共中央政治局常委、政協主席王滬寧和國台辦主任宋濤等人。雙方代表王滬寧、傅崐萁在會後表示兩岸是一家人，應該經常交流、往來。

## 爭議
游顥曾提出引發爭議的《臺灣地區與大陸地區人民關係條例第 17 條條文修正草案》，縮短中配取得臺灣身分證年限（簡稱「中配六改四），但草案後來因輿論而撤回。

## 其它
- 2020年11月，南投縣體育會電子競技運動委員會成立，由時任議員游顥，擔任主委。[9]

- 2024年07月，南投縣體育會跆拳道委員會主委交接，由時任立委游顥，擔任主委。[10]

## 選舉紀錄
| 年度 | 選舉屆數               | 選舉區           | 所屬政黨   | 得票數 | 得票率 | 當選標記 | 備註     |
| ---- | ---------------------- | ---------------- | ---------- | ------ | ------ | -------- | -------- |
| 2014 | 第十八屆南投縣議員選舉 | 南投縣第四選舉區 | 中國國民黨 | 3,982  | 8.95%  |          |          |
| 2018 | 第十九屆南投縣議員選舉 | 南投縣第四選舉區 | 中國國民黨 | 7,682  | 18.13% |          | 第一高票 |
| 2022 | 第二十屆南投縣議員選舉 | 南投縣第四選舉區 | 中國國民黨 | 7,765  | 19.83% |          | 第一高票 |
| 2024 | 第十一屆立法委員選舉   | 南投縣第二選舉區 | 中國國民黨 | 70,012 | 49.80% |          |          |

## 外部連結
- 游顥的Facebook專頁